# Ren Xiaowen
Ren Xiaowen (in lingua cinese: 任晓雯S; Shanghai, 1978) è una scrittrice cinese appartenente alla corrente dei Qilinghou (七零后S), ovvero i nati negli anni Settanta, secondo la consuetudine della critica letteraria cinese a classificare un gruppo di scrittori e artisti in base al loro decennio di nascita.
I Qilinghou sono una corrente ancora molto poco studiata nel panorama accademico della letteratura cinese.

## Biografia
Ha conseguito il Master in Giornalismo presso l'Università di Fudan nel 2003, quindi due anni dopo ha fondato con altri una società di distribuzione di tè, in seguito chiusa. È autrice di due romanzi, Them e On the Island, oltre a una raccolta di racconti, a partire dal 2006 con Flying Carpet. Nel 2011 segue On the balcony, un successo.

## Filmografia
Il racconto “On the Balcony” (《阳台 上》) è stato adattato per il cinema dal regista Zhang Meng (张 猛), con l'attrice Zhou Dongyu (周 冬雨) nel ruolo principale. Il film è uscito in Cina nel marzo 2019.